# 呂慶龍
呂慶龍（英語：Michel Ching-long Lu；1947年—），臺灣嘉義人，資深外交官，曾經擔任中華民國駐海地共和國大使，2007年至2015年擔任駐法國台北代表處代表。

## 學經歷
1971年畢業於淡江大學西洋語文學系法文組（法文系前身），先通過交通部觀光局第一屆法語導遊人員、及行政院新聞局國際新聞宣傳人員法語甄試後，於1976年通過外交領事人員特考。1988年取得巴黎第七大學遠東研究所博士學位。曾先後擔任新聞局聯絡室專員、歐洲司科長、部長室簡任秘書、駐荷蘭代表處秘書、駐法代表處組長、駐海地公使與臨時代辦，駐日內瓦辦事處處長、駐海地大使，外交部非政府組織國際事務委員會副主任委員（期間曾兼任國立中山大學等校副教授）、外交部國會聯絡組召集人、外交部新聞文化司司長兼發言人、外交部主任秘書等職務。

## 風格
呂慶龍頗具本土色彩，為行銷台灣，可說使出十八般武藝。他具有專業攝影水準，也能唱歌，布袋戲更是他的絕招，在典型嚴肅的外交圈中相當另類，被法國方面認為是台灣國際公關風格轉型的第一代表人物。
2015年10月15日 呂慶龍為推廣台灣的文化，在法國企業奧斯卡上，以布袋戲表演推廣及宣傳，另也在台上推銷HTC 

## 榮譽
呂慶龍三度駐法共14年期間，推動臺法關係受肯定，獲頒兩個法國城市的榮譽公民。巴黎東郊碧西聖喬治市市長洪多（Hugues Rondeau）決定選擇市圖書館所坐落的道路，命名為「呂慶龍巷」（Allee Michel Ching-long Lu），這是法國第一條以華人名字命名的巷道。命名典禮上，碧西聖喬治市懸掛中華民國國旗，呂慶龍的座車有警方開路引導，呂慶龍下車時，聚集在「呂慶龍巷」口的台灣僑胞，紛紛恭喜他是台灣之光。洪多主持典禮時致詞表示，呂慶龍團結了選擇在碧西聖喬治市居住的台灣人，也讓碧西聖喬治市開拓視野認識台灣，為感念他多年來致力推動與法國的雙邊關係，並向他致意，碧西聖喬治市希望有一個紀念地點，可以時時「銘記我們對他的友情」。市府也在圖書館內舉行酒會與呂慶龍共同舉杯慶賀。呂慶龍對他的名字成為法國小城街道的名稱，謙虛地說「事實不是因為我的關係，而是因為背後是我們的國家」。
與呂慶龍共事8年的外交部駐法代表處國會組長陳欣新說，呂慶龍的車子後座，永遠擺放著兩尊布袋戲偶。無論大小場合，只要一有機會上台說話，他就會立刻派人把布袋戲偶拿來，隨時來一段介紹台灣的脫口秀。一次演講結束前，他讓兩個布袋戲偶互親，靈機一動脫口說「French kiss made in Taiwan」，不僅讓全場爆笑如雷，更被法國當地媒體選為該年的年度十大新聞佳句。
原已屆齡65歲申請退休的呂慶龍因駐法期間積極任事，成果卓越，獲與其同時期入外交部服務的外交部長林永樂向總統府舉薦以借重其長才續為國用，總統馬英九於2013年1月發布總統令特任呂慶龍為駐法國大使，續任駐法代表處館長。呂慶龍表示：「臺法關係歷經30多年來的努力，已有具體改善，感謝台灣在各領域的成就，能讓法國在了解台灣國情之後，願意更加強與台灣的關係。」

## 外部連結
- 駐法國台北代表處（页面存档备份，存于）
- 身處特殊外交地位的特殊外交官呂慶龍（页面存档备份，存于）

| 政府职务      | 政府职务                                      | 政府职务      |
| ------------- | --------------------------------------------- | ------------- |
| 前任： 邱荣男 | 中華民國駐海地大使 2000年12月－2002年11月     | 繼任： 谢新平 |
| 前任： 楊子葆 | 駐法國台北代表處代表 2013年1月16日－2015年7月 | 繼任： 張銘忠 |